# Collège d'Orange à Bréda
Le Collège d'Orange à Breda (Collegium Auriacum, ou Illustre School te Breda en néerlandais) était une institution d'enseignement supérieur des Provinces-Unies située à Breda. Active au milieu du XVIIe siècle, on y enseignait la théologie réformée, le droit, la philosophie et les mathématiques.

## Histoire

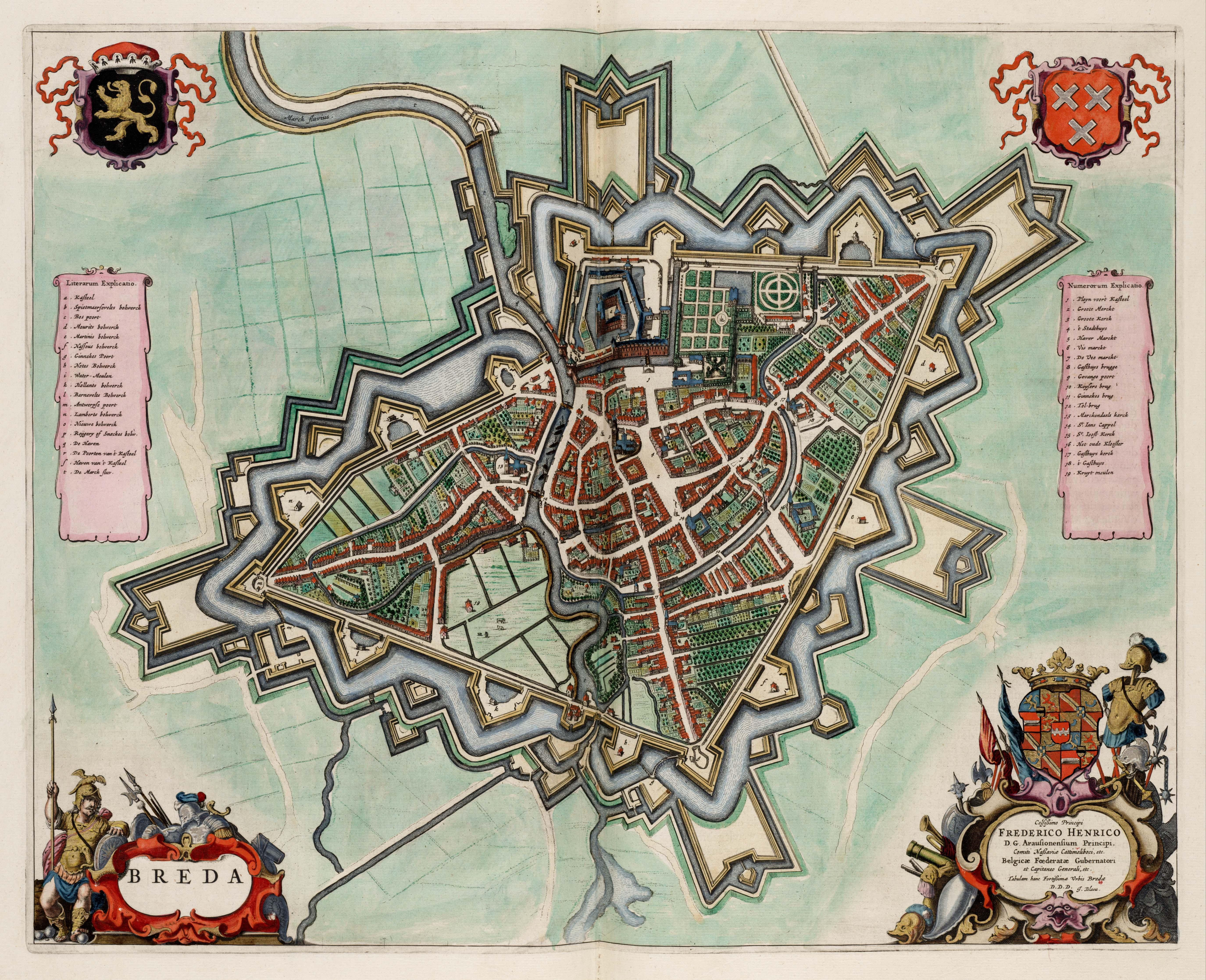
Carte de Bréda par Joan Blaeu (Atlas van Loon, 1649).

Bréda, bien qu'elle fût tombée à de multiples reprises aux mains des Espagnols, était la résidence néerlandaise des princes d'Orange-Nassau. La ville fut définitivement reprise aux Habsbourg par le stathouder Frédéric-Henri après le siège de Bréda (1637), et en 1646 ce chef de la Maison d'Orange décida de fonder un collège militaire, en le façonnant sur l’école de Saumur, Genève et Oxford. Les missions de l'établissement consistaient à former des jeunes gens de bonne famille pour le service de l'armée et de l'Etat. Il installa les professeurs dans un ancien couvent, la Kloosterkazerne. Jan van Vliet filt le voyage de Breda avec toute sa famille pour assister à l'inauguration du college, le 16 septembre 1646. André Rivet, savant huguenot qui sera la précepteur de Guillaume II d'Orange, fut choisi comme recteur.
À l'époque où ce college fut fondé, Bréda ne comptait qu'environ 4 000 habitants, hormis la troupe. Six mois après sa fondation, le collège avait moins de soixante étudiants, son cursus et ses statuts étaient encore obscurs. Il se fit d'abord la réputation de « centre de perfectionnement pour les jeunes gens de qualité, dont plusieurs étaient déjà officiers et occupaient une fonction dans l'armée du Prince ». Une majorité de ses professeurs étaient des huguenots français et des royalistes anglais exilés.
Christian Huygens, transfuge de Leyde, y fut inscrit en droit en mars 1647, et s'avéra l'un des étudiants les plus brillants de l'établissement. Son frère cadet Lodewijck fréquenta le collège de 1649 à 1651, et fut renvoyé pour duel : son père obtint qu'on l'envoie immediatement en mission diplomatique en Angleterre. Son oncle, Constantijn Huygens, était l'un des « curateurs » (ou commissaires) du college.
John Pell, d'Amsterdam, fut attiré à Bréda par le stathoude Frédéric-Henri moyenant la promesse d'un traitement annuel de 1 000 florins : il y enseigna les mathématiques à partir de 1646 et ne retourna en Angleterre que peu avant la Première guerre anglo-néerlandaise (1652). Lodewijck Gerarduszoon van Renesse (1599–1671) y enseignait la théologie réformée, et Franc Plant l'hébreu biblique.
Le nombre d'étudiants s'accrut nettement après 1649, avec l'arrivée à Bréda du futur Charles II d'Angleterre, alors en exil à cause de la Première révolution anglaise. Au mois d'août 1653, Edward Nicholas, secrétaire du prince Charles, pria Marie-Henriette Stuart d'appuyer discrètement la nomination d'un de ses amis, Peter Mews, au poste de conférencier en philosophie du Collège, mais le comte de Hyde lui répondit que cette place exigeait un homme « qui ne s'était pas discrédité par ses livres. »
Par la Proclamation de Bréda (avril 1660), Charles II donna des garanties en vue de son établissement aux trônes d'Angleterre, d'Irlande et d’Écosse. Le 8 mai, il était proclamé roi à l'abbaye de Westminster, et ramena à sa suite la plupart des exilés anglais. Cette saignée fut l'une des causes de la fermeture du collège en 1669,.

Après la Restauration, Pell maintint le contact avec son ancien étudiant de Bréda, William Brereton. John Aubrey écrivit à la mort de ce dernier, en 1680 :

« Il n'y eut jamais plus fervent commerce entre Maître et Élève qu'entre le Dr. Pell et son étudiant, dont la mort priva cet éminent Docteur d'un compagnon ingénieux et d'un ami influent. »

— John Aubrey, Brief Lives

## Étudiants illustres
- Christian Huygens  (1647–1649)[15],[16]
- Lodewijck Huygens (1649–1651)[1]
- William Brereton (3e baron Brereton)[17]
- Philip Stanhope (2e comte de Chesterfield)[18]